# Sine qua non
Sine qua non (latin: 'utan vilket icke är') är ett latinskt begrepp för nödvändiga villkor eller egenskaper (för/hos något), för något som är väsensbetingande för något annat. Uttrycket är en förkortning av conditio sine qua non, "ett villkor, utan vilket 
icke" (en sak är möjlig), oeftergivligt villkor.
Som juridisk term avser [causa] sine qua non en orsak utan vilken en given situation aldrig skulle ha uppstått, och åtskiljs från causa causans som är situationens omedelbara orsak, incidenten som föregår situationen. Sine qua non är därmed nödvändig för att situationen ska uppstå, vilket inte causa causans måste vara. Ofta är orsaker till ett juridiskt läge komplicerade och kräver att rättsfallet struktureras i mindre delar, för att blottlägga vilken av orsakerna som är sine qua non, exempelvis om orsaken är ett annat lag- eller regelbrott. Sine qua non kontrasteras ofta mot de motiverande orsakerna. Frågeställningar om sine qua non är exempelvis aktuella vid bedömningen av medhjälp till brott, vid polisvåld, och brytande av avtal.
Uttrycket förekommer i flera andra sammanhang än inom juridiken. Inom medicinen avses med sine qua non  ett symtom, tecken eller fynd utan vilket en viss sjukdom inte kan förekomma. Vissa tester och undersökningar kan därmed utesluta en viss sjukdom. Ett symtom, tecken eller fynd som är patognomont är däremot mera löst associerat till en sjukdom, och är inte nödvändigt.